# Viktor Berežnyj
Viktor Viktorovyč Berežnyj (in ucraino Віктор Вікторович Бережний?, in russo Виктор Викторович Бережной?, Viktor Viktorovič Berežnoj; Kiev, 20 febbraio 1961) è un ex cestista e allenatore di pallacanestro ucraino, fino al 1991 sovietico.

## Carriera
Con l'Unione Sovietica ha disputato i Campionati europei del 1989 e i Campionati mondiali del 1990.
Con la Squadra Unificata ha disputato i Giochi olimpici di Barcellona 1992.

## Palmarès
- Campionato sovietico: 1

CSKA Mosca: 1987-88